# Synopsia almasa
Synopsia almasa là một loài bướm đêm trong họ Geometridae.